# Ted Kooser
Ted Kooser (* 25. April 1939 in Ames, Iowa) ist ein US-amerikanischer Dichter und der 13. Poet Laureate der USA.

## Leben und Werk
Kooser studierte an der Iowa State University (1962 B.A.) und wechselte anschließend an die University of Nebraska (1968 M.A.). Verheiratet ist er mit Kathleen Rutledge, der früheren Herausgeberin des Lincoln Journal Star. Ted Kooser lebt derzeit (2013) im Seward County in der Nähe von Garland (Nebraska).
Im April 2004 wurde er zum Poet Laureate ernannt. Im Juni 2006 wurde Donald Hall sein Nachfolger. 2005 erhielt er für sein Werk Delights and Shadows den Pulitzer-Preis für Poesie.

## Werke (Auswahl)
Lyrik
- Official Entry Blank. Poems. University Press, Lincoln 1969.
- Grass County. Poems. Wildflower Press, Lincoln 1971, ISBN 0-931534-07-0.
- Twenty Poems. Best Cellar Press, Crete 1973.
- A Local Habitation and a Name. Solo Press, San Luis 1974.
- Not Coming to Be Barked At. Pentagramm Press, Milwaukee 1976, ISBN 0-915316-25-0.
- Sure Signs New and Selected Poems. University Press, Pittsburgh 1980, ISBN 0-8229-3410-8.
- One World at a Time. University Press, Pittsburgh 1985, ISBN 0-8229-5366-8.
- The Blizzard Voices. Bieler Press, Minneapolis 1986, ISBN 0-931460-20-4.
- Weather Central. University Press, Pittsburgh 1994, ISBN 0-8229-3796-4.
- A Book of Things. Lyra Press, Lincoln 1995.
- Riding with Colonel Carter. Sandhills Publ., Grand Island 1999.
- Winter Morning Walks. One Hundred Postcards to Jim Harrison. University Press, Pittsburgh 2001, ISBN 0-88748-336-4.
- Delights and Shadows. Copper Canyon Press, Port Townsend 2004, ISBN 1-55659-201-9.
- Local Wonders. Seasons in the Bohemian Alps. University Press, Lincoln 2004, ISBN 0-8032-7811-X.
- Flying At Night. Poems 1965–1985. University Press, Pittbrugh 2005, ISBN 0-8229-4258-5 (EA Pittsburgh 1985).

Sachbücher
- The Poetry Home Repair Manual. Practical Advice For Beginning Poets. University Press, Lincoln 2005, ISBN 0-8032-5978-6.